# دراژیتش
دراژیتش (به چکی: Dražíč) یک منطقهٔ مسکونی در جمهوری چک است که در شهرستان چسکه بودیوویتسه واقع شده‌است. دراژیتش ۱۱٫۳۵ کیلومتر مربع مساحت و ۲۱۵ نفر جمعیت دارد و ۴۴۷ متر بالاتر از سطح دریا واقع شده‌است.